# 保罗·皮尔斯
保羅·安東尼·皮爾斯（英語：Paul Anthony Pierce，1977年10月13日—），生于加利福尼亞州奥克蘭，前美國職業籃球運動員。由於他經常於球賽最後一刻絕殺對手，因此被俠客·歐尼爾稱之為「The Truth」（真理）。
保羅•皮爾斯於1998年NBA選秀為波士顿凯尔特人選中，生涯前十五年全獻給塞爾提克，並成為塞爾提克的招牌明星，生涯10次入選NBA全明星賽，並成為四次NBA最佳陣容的成員。2007年，皮爾斯與凱文·賈奈特和雷·阿倫組成了「三巨頭」，共同帶領凯尔特人在2008年和2010年打入NBA總決賽，並奪得2008年NBA總冠軍。皮爾斯場均得到22分獲選為NBA總決赛MVP。
2013年7月，皮爾斯與隊友凱文·賈奈特、傑森·泰瑞一同被交易至布魯克林籃網。2014年，皮爾斯與華盛頓巫師簽下合約，但僅僅一個賽季皮爾斯轉為效力洛杉磯快艇，回到了故鄉洛杉磯，並在快艇與前教練道格·里弗斯重逢。直至2017年，皮爾斯在快艇度過了兩個賽季。
2017年7月18日，皮爾斯與波士顿凯尔特人簽下一日合約，讓其能以綠衫軍的一員退役。
2021年9月11日，皮爾斯入選籃球名人堂。同年10月21日，入選NBA75大球星。

## 早年生涯
保罗·皮尔斯出生于加利福尼亞州奧克蘭的单亲家庭，後來跟着母亲搬到了英格爾伍德。皮爾斯还有两个同母异父的兄弟，他的母亲蘿倫·霍希（Lorraine Hosey）接了两份护理工作并将三个孩子抚养成人。皮爾斯的母亲非常鼓励三个儿子進行任何他們所熱衷的運動，哥哥贾马尔·霍希（Jamal Hosey）在高中时便是校队球星并获得了怀俄明大學的奖学金，另一個哥哥史帝夫·霍希（Steve Hosey）在皮尔斯12岁那年参加了美国职棒选秀并在首轮便被旧金山巨人选中。

## 高中生涯
皮爾斯在加利福利亞州洛杉磯英格爾伍德就讀英格爾伍德高中，在學校參加校隊比賽。1995年參與麥當勞全美明星賽，參與者包括了未來NBA球員凯文·加内特、文斯·卡特、斯蒂芬·马布里、昌西·比卢普斯、谢里夫·阿布杜-拉希姆以及安托萬·賈米森。皮爾斯也成了洛杉磯湖人球迷，夢想著有一天能夠為湖人隊打球。
2012年1月31日，皮爾斯被評為全美最佳麥當勞35強之一。

## 大學生涯
皮爾斯在1995年至1998 年期間在堪薩斯大學度過了三年時間，主修犯罪學。作为大学新生，皮尔斯在第一个赛季便坐稳了先发位置，场均得到11.7分和5.3个籃板。当大一赛季结束时，他与昌西·比卢普斯共同被评为年度12最佳新人。
1997年及1998年，皮爾斯連續兩年奪得12大联盟的最有價值球員。在大學時代他輕易越過體型瘦削的對手。当堪萨斯大学再次錯失奪冠機會之后，皮尔斯通过新闻发布会正式宣布自己将參加1998年NBA選秀，原本選秀順位在沙盤推演時被看好，結果被凯尔特人在第一轮第十顺位選中，成為了NBA球員。

## 職業生涯

### 波士顿凯尔特人（1998-2013）

#### 新秀賽季

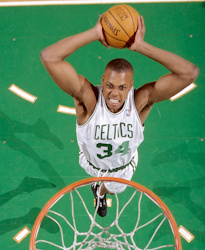
皮爾斯灌籃

1998年的选秀大会上，手握首轮第十号选秀权的凯尔特人选中了来自堪萨斯大学的保罗·皮尔斯。1999年2月5日，皮尔斯首次在NBA亮相，對上多倫多暴龍，皮尔斯攻下19分，9篮板，5助攻。但是皮尔斯的新秀赛季遭遇了缩水赛季，總共只打了48场比赛，场均能夠贡献16.5分6.4个篮板2.4次助攻1.7次抄截，其中得分篮板两项数据均列当年新秀第二位。入选了1998-99賽季NBA最佳新秀陣容第一隊。
2000-01赛季，皮尔斯作为全队唯一全勤球员，场均出场38分钟，以场均25.3分成为了当季球队得分王，列NBA第八位。自拉里·伯德以来，也是凯尔特人首位单赛季得分超过2000分的球员。

#### 成為全明星
2001-02赛季，自皮尔斯加盟塞爾提克之後，攻防兩端的能力有所提升，他與隊友安东尼·沃克组成了波士顿的双子星组合。首次帶領球队打出了49胜的战绩拿到東區第三名。在首轮面对費城七六人，皮爾斯在第六场拿下了46分的季后赛职业生涯最高分，帮助球队获胜，并一举杀到了东區决赛，面對傑森·基德率领的新泽西篮网。在这个系列赛的第三场比赛中，皮尔斯率领凯尔特人上演了NBA季后赛历史上最大的第四节逆转戏，他在第四节中砍下了全场28分中的19分，幫助凯尔特人得以在落后21分的情况下逆轉成功，並讓凱爾特人獲得了2-1的優勢。可惜凯尔特人最终还是输掉了这个系列赛。。
2002-03赛季，皮爾斯再次帶領凱爾特人進入季後賽，但是遭到篮网4-0横扫，2003-04赛季，皮爾斯只用了436场比赛就拿下了10000分，创造了当时的NBA记录，皮爾斯平均每场贡献23分，6.5个篮板和3.6次助攻。但是季后赛遭到雷吉·米勒率領的印第安那溜馬4-0横扫，2004-05赛季，凱爾特人首轮再度败给了有米勒压阵的印第安那溜馬。2005-06赛季，皮尔斯打出了生涯最高的场均26.8分，凱爾特人取得了33胜49敗的战绩，但是該季卻没能進入季后赛。正當皮爾斯取得受人矚目的個人成功時紧接着的2006-07赛季，皮爾斯因遭遇傷病而僅出戰了47場。該季凱爾特人繳出了尷尬的24胜58敗戰績，位居东區垫底。

#### NBA總冠軍和總決賽MVP

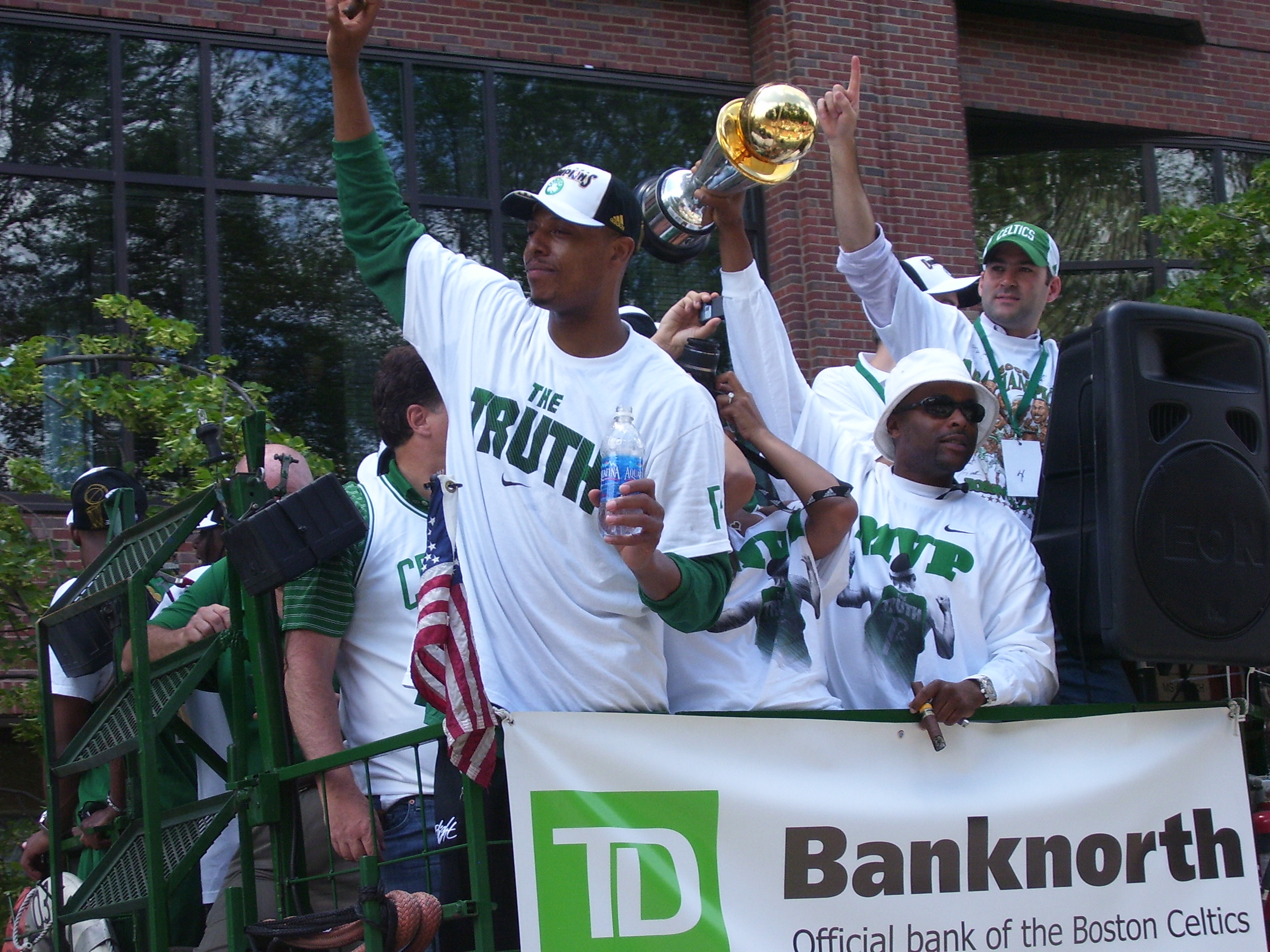
皮爾斯在凱爾特人的2008年冠軍遊行

2007-08賽季，凱爾特人簽下了雷·艾倫和凱文·加內特兩大NBA明星球員，與皮爾斯組成“三巨頭”，隨後凯尔特人打出了66胜16敗的联盟最佳战绩。然而，凱爾特人最初在季后賽中表現的十分掙扎。在對上亞特蘭大老鷹的第一輪比賽中，凱爾特人血戰到第七場才獲勝。第二輪第七戰，皮爾斯把握住最關鍵的2罰，以4-3淘汰了克利夫蘭騎士。凱爾特人挺進東區決賽，並於六場比賽中擊敗了底特律活塞，這是皮爾斯生涯第一次打入總決賽。6月5日，在總決賽對上洛杉磯湖人的第一場比賽中，皮爾斯在第三節“受傷”，受伤的皮尔斯坐轮椅回到更衣室。然而数分钟后他就回归赛场，連投2顆3分，將比賽的氣勢扭轉，帮助球队98-88赢得第一場，第四场比赛，绿军一度落后24分，皮尔斯此后接管了比赛，率队逆转成功；第五戰，绿军在皮尔斯率领下落后19分时险些逆转比赛，皮尔斯全场交出了38分6个篮板和8次助攻的成績；第六戰，皮尔斯嚴密地防守科比，導致科比該场比賽22投7中，只取得22分3篮板1助攻。最終，塞爾提克以4-2擊敗湖人，皮爾斯獲得NBA总决赛MVP。

#### 後期

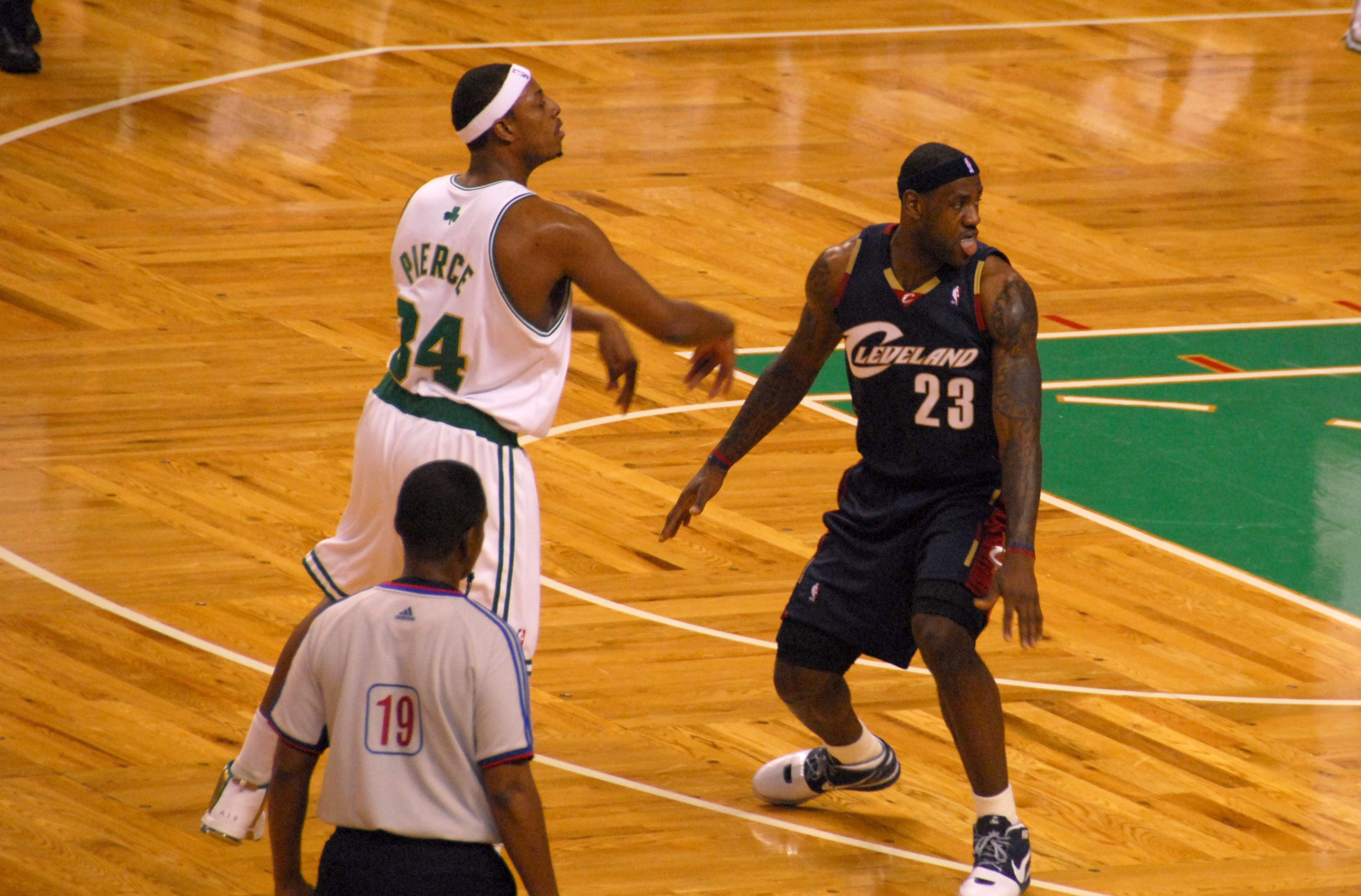
皮爾斯與雷霸龍·詹姆士對位

2008-09賽季，皮爾斯在整個賽季只錯過一場比賽，並帶領球隊進入季後賽。皮爾斯入選2009年NBA全明星賽，並首次被選為NBA年度第二隊。但是由於凱文·加內特受傷，凱爾特人在2009年NBA季后賽第二輪被奧蘭多魔術以4-3淘汰。
2009-10赛季，凱爾特人再次殺進總決賽對決洛杉磯湖人，但这一次双方激战7场，第七戰在领先13分的大好形势下被湖人翻盘，加上本場比賽第四節關鍵時刻的吹判幾乎全部導向湖人，在第四節足足比綠衫軍多了15次罰球機會，這才導致綠衫軍落败並与总冠军失之交臂，在2010年达拉斯全明星赛中，皮爾斯以20分的成绩拿下了NBA三分球大賽冠军。
2010年7月，保罗·皮尔斯和波士顿凯尔特人签订了一份为期四年价值6100万美元的新合同。11月3日對密爾沃基雄鹿的比賽中，皮爾斯取得職業生涯第20,000分，成為隊史第三位球員達到此目標的球員。
2012年2月8日，在凯尔特人对上夏洛特山猫的比賽中，皮爾斯得到十五分，职业生涯总得分达到了21,792分，超越了拉里·伯德的21,791，成为凯尔特人队史得分榜第二名。 2012年5月，在凯尔特人对上費城七六人的比赛中，皮尔斯全场17次出手命中6球，罚球14次命中11球，拿下了24分12个篮板4次助攻和3次抢断，成为凯尔特人历史上第三位完成过单场5进攻篮板+罚球命中数达到10次以上的人，其他两位球员是丹尼斯·约翰逊和凯文·麦克海尔。
2012年12月20日，在凯尔特人以103-91的比分战胜骑士的比赛中，保罗·皮尔斯拿下了40分，成为凯尔特人历史上第一个超过35岁在非加时比赛中拿下40+得分的球员。算上有加时的比赛，皮尔斯也是第二个超过35岁且得分40+的球员，第一个是拉里·伯德。
2013年3月14日，保罗·皮尔斯生涯总得分超过查尔斯·巴克利，排名历史第20位。
2013年3月30日，皮尔斯在比赛中全场贡献了20分10篮板和10次助攻的三双，这是他赛季拿到的第三次三双，也是凯尔特人赛季拿到的第八个三双，这一数字位列所有球队中的首位。

### 布魯克林籃網（2013-2014）

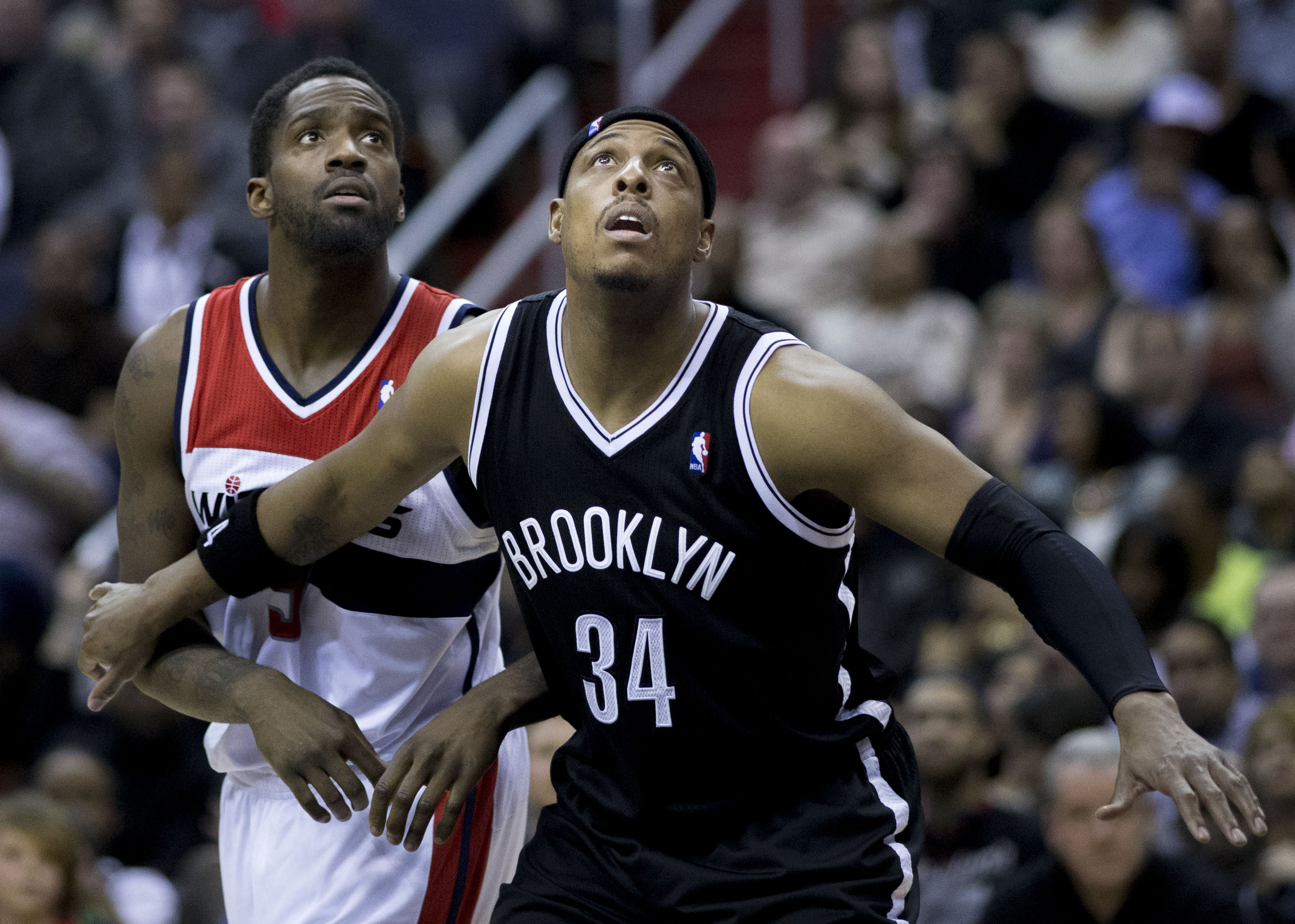
皮爾斯在布魯克林籃網

2013年6月28日，波士頓凱爾特人和布魯克林籃網達成了大交易。篮网送出杰拉德·华莱士、克里斯·約瑟夫、马尚·布鲁克斯、基斯·博甘斯以及未来3个首轮选秀权，换来凯文·加内特、保罗·皮尔斯和杰森·特里。皮尔斯說服加內特放棄他的不可交易條款（霸王條款），以便達成協議。
2013-14賽季，皮爾斯一共出場了75場比賽，先發了68場，場均能夠取得13.5分，4.6個籃板，2.4次助攻，投篮命中率为45.1%。2014年1月5日，籃網對上克里夫蘭騎士，皮尔斯生涯总得分超越了艾倫·艾佛森的24,368分。2014年3月16日，在篮网客场挑战華盛頓奇才的比赛中，皮尔斯生涯总得分追平了帕特里克·尤因的24,815分，升至历史第18位。
2014年4月12日，布鲁克林篮网主场迎战亚特兰大老鹰，在比赛第二节，保罗·皮尔斯生涯總得分突破25,000分大关，成为NBA历史上第18位完成这一壮举的球员，是现役球员中第四位完成这一壮举的球员（柯比·布萊恩特、德克·諾威斯基、凱文·賈奈特）。2014年4月16日，布鲁克林篮网主场以98-109负于纽约尼克斯中，皮尔斯在比赛中得到了13分，他也成为NBA中唯一一个连续15个赛季单赛季得分均超过1000分的现役球员，历史上繼卡里姆·阿卜杜勒-贾巴尔、卡爾·馬龍、约翰·哈夫利切克、埃尔文·海耶斯以及罗伯特·帕里什後第六位连续15个赛季得分1000+的球员，

### 華盛頓巫師（2014-2015）

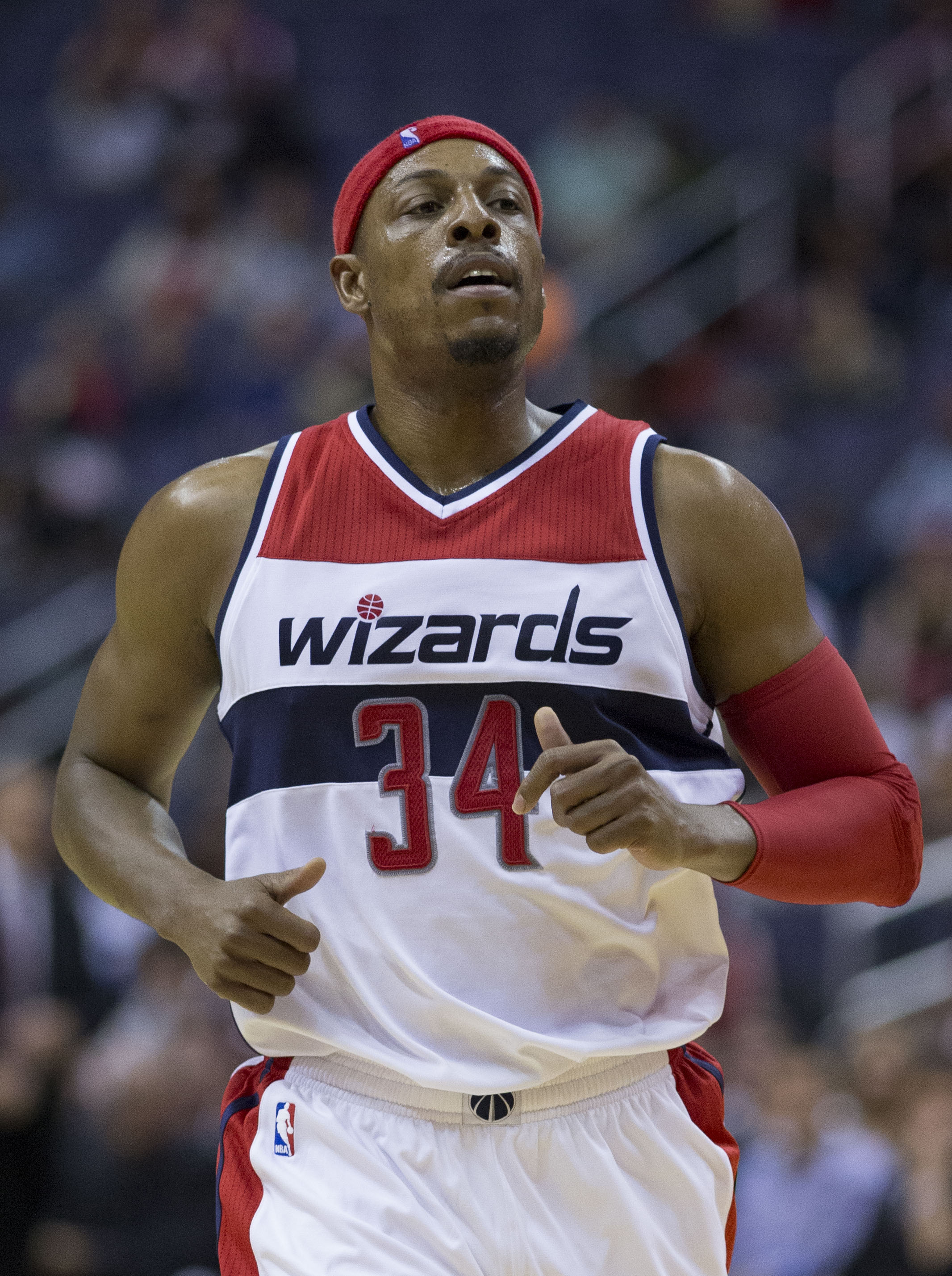
皮爾斯代表華盛頓巫師出戰

2014年7月17日，華盛頓巫師总裁正式宣布皮爾斯與華盛頓巫師簽署了為期兩年的1100萬美元的合同。在11月26日，華盛頓巫師對上亞特蘭大老鷹的比賽中皮尔斯得到14分，生涯总得分达到了25,202分，超越了杰里·韦斯特的25,192分，排在NBA历史總得分榜第17位。兩週後，華盛頓巫師主场延長賽133-132击败波士頓凯尔特人，皮尔斯出场39分钟，得到28分7篮板，超越雷吉·米勒的25,279分，皮爾斯个人历史总得分来到了25,300分，晋升到历史第16位。
2015年1月15日，华盛顿奇才在客场105-99战胜芝加哥公牛。皮尔斯上场32分钟，12投7中得到全队最高的22分，另有6个篮板2次助攻。其中他命中两记三分球，皮爾斯职业生涯三分球命中总数来到了1989顆，超越了杰森·基德的1988顆，排在NBA历史第四位。1月24日，华盛顿奇才客场挑战波特兰开拓者，比赛进行到第三节还剩6分16秒时，保罗·皮尔斯在右侧45度角接队友约翰·沃尔助攻，投中个人本场第三记三分。这一球也是皮爾斯职业生涯常规赛所命中的第2000记三分，他也因此成为NBA历史上第四位投中至少2000粒三分的球员。2015年2月3日，奇才主场迎战夏洛特黄蜂的比赛，皮尔斯职业生涯总得分超越名宿阿历克斯·英格利什，升至NBA历史总得分榜第15位。本賽季皮爾斯平均每場11.9分，為職業生涯最低。
2015年季後賽，皮尔斯的老将作用开始发挥，在东區半决赛对阵老鹰的系列赛中，東區半決賽的第三战，皮尔斯投入了压哨制胜球，直接带给了奇才胜利。東區半決賽第五戰，皮尔斯在比赛结束前8.3秒命中三分球，帮助奇才反超，但艾爾·霍福德此后上演了反绝杀。在東區半決賽第六戰，巫師以91：94落後於亞特蘭大老鷹，結果皮爾斯最後1.4秒投進追平的三分球，但裁判確認球離手的時候時間已經歸零不算投進，奇才遗憾负于老鹰，皮爾斯飲恨結束球季。
2015年6月27日，皮爾斯跳出了與華盛頓巫師的合同，成為一名自由球員。

### 洛杉磯快艇（2015-2017）
2015年7月1日，皮爾斯與洛杉磯快艇签下了一份为期三年，总价值为1050万美金的迷你中产合同。並於10月28日在與沙加緬度國王的比賽中以快艇球員身分亮相，該場比賽快艇以111-104擊敗國王，皮爾斯替補出場取得了12分7籃板，皮爾斯開始面臨到外線投射能力下滑，防守端也因年齡漸長而顯得吃力的問題。隨著蘭斯·史蒂芬森取代自己擔任首發小前鋒，皮爾斯職業生涯首次開始作為一名替補球員。12月15日，快船客场105-103延長賽险胜活塞。比赛进行到第二节时，皮尔斯贡献一次抄截，职业生涯的总抄截数提升到了1725次，超越了埃尔文·约翰逊晋升至NBA历史第18位。
2016年2月6日，快船在客场挑战奧蘭多魔术，皮尔斯本场比赛先发出场。皮尔斯的生涯上场总数达到了1296场，追平了排在他前面的马克·杰克逊的1296场，排名历史第18位。
2016年9月26日，皮爾斯宣布2016-17賽季將是他的最後一個賽季。12月26日，快船對上湖人的比赛中，皮尔斯得到3个篮板，生涯總篮板数追平斯科蒂·皮蓬升至历史并列第78位。本场比赛也是他职业生涯常规赛出场第1329次，追平摩西·马龙升至历史并列第14位。
2017年2月6日，皮尔斯迎来生涯最后一次在老东家凯尔特人主场的比赛，皮爾斯擔任先發出战了5分钟，命中一记三分球，上演完美谢幕。4月11日，快船主场125-96大胜火箭。皮尔斯上场7分钟，得到10分5篮板1助攻，职业生涯总得分达到了26,397分，超越了约翰·哈夫利切克的26,395分，排名NBA历史第15位。快船隊以51勝31敗的成績結束了例行賽，並以西區第五種子身分進入季后賽。5月1日，快船在季後賽第一輪不敌爵士而落敗，皮尔斯也打完职业生涯的最后一场比赛，宣布将退役，将正式结束19年的职业生涯。
2017年6月28日，皮爾斯被洛杉磯快艇放棄。

### 波士頓塞爾提克（2017）
2017年7月17日，皮爾斯與波士頓塞爾提克簽署了一份一日合約，讓皮爾斯能以身為塞爾提克一份子之姿光榮退休，他向記者表示：「很榮幸能有機會再稱呼自己為波士頓賽爾提克人，這個球隊與城市選擇了我、讓我成為他們的一份子，我無法想像我用其他方式退休，我一生一世都是個綠血人。」
美國時間2018年2月11日（主場迎戰騎士的比賽），塞爾提克舉行皮爾斯的34號球衣退休儀式，將他的34號球衣高掛主場。

## 成就/榮譽

### NBA獎項
- NBA總冠軍（2008）
- NBA總決賽MVP（2008）
- NBA75大球星（2021）
- 4次入選NBA最佳陣容:

- NBA年度第二隊（2009）
- NBA年度第三隊（2002、2003、2008）

- 10次入選NBA全明星賽（2002、2003、2004、2005、2006、2008、2009、2010、2011、2012）
- NBA最佳新秀陣容第一隊（1999）
- NBA三分球大赛冠军（2010）
- NBA常規賽總得分第一：2002 (2144分)
- NBA常規賽罰球得分次數：2003 (604個)

### 大學
- 全美一隊
- 年度八大新人（1995-96）
- 十二大聯盟最有價值球員（1997、1998）

### NBA紀錄
- 曾保持季後賽中連續罰球命中記錄: 21個 (2003年季後賽第一輪，第一場)，德克·諾威斯基於2011年季後賽連續命中24個罰球后打破記錄。
- 賽爾提克隊史得分王超越大鳥伯德

## NBA 數據統計
| † | NBA總冠軍 |  | 領先聯盟 | 粗體 | 生涯最佳 |

### 例行賽
| 賽季     | 球隊           | 出賽 | 先發 | 平均上場時間(分鐘) | 投籃命中率 | 三分球命中率 | 罰球命中率 | 場均籃板 | 場均助攻 | 場均抄截 | 場均阻攻 | 場均得分 |
| -------- | -------------- | ---- | ---- | ------------------ | ---------- | ------------ | ---------- | -------- | -------- | -------- | -------- | -------- |
| 1998–99  | 波士頓塞爾提克 | 48   | 47   | 34.0               | 43.9%      | 41.2%        | 71.3%      | 6.4      | 2.4      | 1.7      | 1.0      | 16.5     |
| 1999–00  | 波士頓塞爾提克 | 73   | 72   | 35.4               | 44.2%      | 34.3%        | 79.8%      | 5.4      | 3.0      | 2.1      | 0.8      | 19.5     |
| 2000–01  | 波士頓塞爾提克 | 82   | 82   | 38                 | 45.4%      | 38.3%        | 74.5%      | 6.4      | 3.1      | 1.7      | 0.8      | 25.3     |
| 2001–02  | 波士頓塞爾提克 | 82   | 82   | 40.3               | 44.2%      | 40.4%        | 80.9%      | 6.9      | 3.2      | 1.9      | 1.0      | 26.1     |
| 2002–03  | 波士頓塞爾提克 | 79   | 79   | 39.2               | 41.6%      | 30.2%        | 80.2%      | 7.3      | 4.4      | 1.8      | 0.8      | 25.9     |
| 2003–04  | 波士頓塞爾提克 | 80   | 80   | 38.7               | 40.2%      | 29.9%        | 81.9%      | 6.5      | 5.1      | 1.6      | 0.7      | 23.0     |
| 2004–05  | 波士頓塞爾提克 | 82   | 82   | 36.1               | 45.5%      | 37.0%        | 82.2%      | 6.6      | 4.2      | 1.6      | 0.5      | 21.6     |
| 2005–06  | 波士頓塞爾提克 | 79   | 79   | 39.4               | 47.1%      | 35.4%        | 77.3%      | 6.7      | 4.7      | 1.4      | 0.4      | 26.8     |
| 2006–07  | 波士頓塞爾提克 | 47   | 46   | 37.0               | 43.9%      | 38.9%        | 79.6%      | 5.9      | 4.1      | 1.0      | 0.3      | 25.0     |
| 2007–08† | 波士頓塞爾提克 | 80   | 80   | 35.9               | 46.4%      | 39.2%        | 84.3%      | 5.1      | 4.5      | 1.3      | 0.5      | 19.6     |
| 2008–09  | 波士頓塞爾提克 | 81   | 81   | 37.5               | 45.7%      | 39.1%        | 83.0%      | 5.6      | 3.6      | 1.0      | 0.3      | 20.5     |
| 2009–10  | 波士頓塞爾提克 | 71   | 71   | 34.0               | 47.2%      | 41.4%        | 85.2%      | 4.4      | 3.1      | 1.2      | 0.4      | 18.3     |
| 2010–11  | 波士頓塞爾提克 | 80   | 80   | 34.7               | 49.7%      | 37.4%        | 86.0%      | 5.4      | 3.3      | 1.0      | 0.6      | 18.9     |
| 2011–12  | 波士頓塞爾提克 | 61   | 61   | 34.0               | 44.3%      | 36.6%        | 85.2%      | 5.2      | 4.5      | 1.1      | 0.4      | 19.4     |
| 2012–13  | 波士頓塞爾提克 | 77   | 77   | 33.4               | 43.6%      | 38.0%        | 78.7%      | 6.3      | 4.8      | 1.1      | 0.4      | 18.6     |
| 2013–14  | 布魯克林籃網   | 75   | 68   | 28.0               | 45.1%      | 37.3%        | 82.6%      | 4.6      | 2.4      | 1.1      | 0.4      | 13.5     |
| 2014–15  | 華盛頓巫師     | 73   | 73   | 26.2               | 44.7%      | 38.9%        | 78.1%      | 4        | 2        | 0.6      | 0.3      | 11.9     |
| 2015–16  | 洛杉磯快艇     | 66   | 37   | 18.0               | 36.4%      | 31.5%        | 80.0%      | 2.7      | 1.1      | 0.5      | 0.2      | 6.1      |
| 2016–17  | 洛杉磯快艇     | 25   | 7    | 11.1               | 40.0%      | 34.9%        | 76.9%      | 1.9      | 0.4      | 0.2      | 0.2      | 3.2      |
| 職業生涯 | 職業生涯       | 1343 | 1285 | 34.2               | 44.5%      | 36.8%        | 80.6%      | 5.6      | 3.5      | 1.3      | 0.6      | 19.7     |
| 明星賽   | 明星賽         | 10   | 0    | 15.0               | 45.6%      | 18.8%        | 72.7%      | 2.6      | 1.8      | 1.2      | 0.1      | 9.6      |

### 季後賽
| 季後賽   | 球隊           | 出賽 | 先發 | 平均上場時間(分鐘) | 投籃命中率 | 三分球命中率 | 罰球命中率 | 場均籃板 | 場均助攻 | 場均抄截 | 場均阻攻 | 場均得分 |
| -------- | -------------- | ---- | ---- | ------------------ | ---------- | ------------ | ---------- | -------- | -------- | -------- | -------- | -------- |
| 2001–02  | 波士頓塞爾提克 | 16   | 16   | 42.0               | 40.3%      | 28.8%        | 76.4%      | 8.6      | 4.1      | 1.7      | 1.3      | 24.6     |
| 2002–03  | 波士頓塞爾提克 | 10   | 10   | 44.5               | 39.9%      | 35.6%        | 86.3%      | 9.0      | 6.7      | 2.1      | 0.8      | 27.1     |
| 2003–04  | 波士頓塞爾提克 | 4    | 4    | 40.5               | 34.2%      | 29.4%        | 83.9%      | 8.8      | 2.5      | 1.3      | 1.0      | 20.8     |
| 2004–05  | 波士頓塞爾提克 | 7    | 7    | 39.6               | 50.5%      | 25.9%        | 86.8%      | 7.7      | 4.6      | 1.9      | 1.4      | 22.9     |
| 2007–08† | 波士頓塞爾提克 | 26   | 26   | 38.1               | 44.1%      | 36.1%        | 80.2%      | 5.0      | 4.6      | 1.1      | 0.3      | 19.7     |
| 2008–09  | 波士頓塞爾提克 | 14   | 14   | 39.7               | 43.0%      | 33.3%        | 84.2%      | 5.8      | 3.1      | 1.1      | 0.4      | 21.0     |
| 2009–10  | 波士頓塞爾提克 | 24   | 24   | 38.8               | 43.8%      | 39.2%        | 82.4%      | 6.0      | 3.4      | 1.0      | 0.6      | 18.8     |
| 2010–11  | 波士頓塞爾提克 | 9    | 9    | 38.1               | 45.9%      | 44.7%        | 88.2%      | 5.0      | 2.8      | 1.3      | 0.4      | 20.8     |
| 2011–12  | 波士頓塞爾提克 | 20   | 20   | 38.9               | 38.6%      | 31.0%        | 89.4%      | 6.1      | 3.1      | 1.5      | 0.9      | 18.9     |
| 2012–13  | 波士頓塞爾提克 | 6    | 6    | 42.5               | 36.8%      | 26.8%        | 89.7%      | 5.7      | 5.3      | 0.8      | 0.5      | 19.2     |
| 2013–14  | 布魯克林籃網   | 12   | 12   | 30.7               | 46.5%      | 35.8%        | 78.1%      | 4.5      | 2.0      | 1.2      | 0.3      | 13.7     |
| 2014–15  | 華盛頓巫師     | 10   | 10   | 29.8               | 48.5%      | 52.4%        | 85.0%      | 4.2      | 0.9      | 0.6      | 0.7      | 14.6     |
| 2015–16  | 洛杉磯快艇     | 5    | 1    | 10.8               | 16.7%      | 20.0%        | 85.0%      | 1.2      | 0.2      | 0.4      | 0.0      | 1.2      |
| 2016–17  | 洛杉磯快艇     | 7    | 0    | 14.4               | 44.4%      | 40.0%        | 100.0%     | 2.0      | 0.9      | 0.3      | 0.0      | 3.0      |
| 職業生涯 | 職業生涯       | 170  | 159  | 36.6               | 42.3%      | 35.5%        | 83.0%      | 5.8      | 3.4      | 1.2      | 0.6      | 18.7     |

## 國際賽
皮爾斯是2002年世界籃球錦標賽美國籃球隊成員，九場比賽全為正選，平均每場取得19.8分，但美國隊成绩并不理想，在主场负于阿根廷，仅仅拿到第六名，是少有的未进四强的一次。皮尔斯原本是2006年世界籃球錦標賽成員之一，不過因為在NBA球季後進行小手術的關係，因而無法入選最終名單。

## 個人生活
- 皮爾斯和他的妻子茱莉·皮爾斯（Julie Pierce）育有兩個女兒，普瑞安娜·皮爾斯（Prianna Pierce）和阿德瑞娜·皮爾斯（Adrian Pierce），還有一個兒子普林斯·皮爾斯（Prince Pierce）。
- 總得分超越賽爾提克傳奇拉里·伯德。
- 2000年9月25日，皮爾斯應隊友托尼·巴蒂的邀請到波士頓當地一家夜店狂歡，與別人起衝突，皮爾斯被砍了11刀，傷口大多在他的臉部、頸部、背部和胸口，最嚴重的一刀刺穿了他的胸口和肺部，幾乎刺到他的心臟。2003年，皮爾斯捐了250萬美元給當年治療他的塔夫茨醫療中心（英语：Tufts Medical Center）並表示：「這是一個機會，當我有能力的時候，我可以回饋給那間醫院。」
- 皮爾斯的綽號“真理”是在2001年3月13日由沙克·奥尼尔授予的，當時洛杉磯湖人對上波士頓塞爾提克，皮爾斯全場19投13中，拿下42分，雖然塞爾提克以107-112輸球，但奥尼尔把記者拉到身旁說：「把我說的話記下來，我是沙克·奥尼尔，保羅·皮爾斯就是真理。把我說出話原原本本的記下來，一點也不要改動。我知道他會打球，但是不知道他打的那麼好。保羅·皮爾斯就是真理。」甚至連當時的塞爾提克總教練Rick Pitino都稱呼皮爾斯為「禁區單打教科書」。
- 皮爾斯於2008年6月5日上演的總決賽第一場的第三節與隊友碰撞而「受傷」，並且需要坐輪椅離場接受「治療」。但幾分鐘後皮爾斯便回到球場，不但大大鼓舞塞爾特人的士氣，並且射入兩球3分助綠軍拿下第一場。但在11年後，皮爾斯接受訪問時承認他當時並沒有受傷，離場是因為想去洗手間。